# James Joseph Sylvester
James Joseph Sylvester (Londres, 3 de setembro de 1814 — Oxford, 15 de março de 1897) foi um matemático inglês.
Contribuiu fundamentalmente no desenvolvimento da teoria matricial, teoria dos invariantes, teoria dos números e análise combinatória. Desempenhou papel fundamental no desenvolvimento da matemática nos Estados Unidos na segunda metade do século XIX, quando professor da Universidade Johns Hopkins e fundador do American Journal of Mathematics.
Criou a palavra totiente, pela qual é reconhecida a função totiente de Euler, usada em teoria dos números e criptografia RSA, a qual foi usada por Leonhard Euler para provar o Pequeno Teorema de Fermat.

## Biografia
Seu pai, Abraham Joseph, foi um comerciante. A família Joseph era judia, sendo a carreira de James prejudicada por causa disso. James adotou o sobrenome Sylvester após seu irmão mais velho ter feito o mesmo, após emigrar para os Estados Unidos - naquela época o país exigia que todos os imigrantes tivessem um nome, um nome intermediário e um sobrenome.

## Publicações
- Sylvester, James Joseph (1870). The Laws of Verse, or, Principles of Versification Exemplified in Metrical Translations: Together with an Annotated Reprint of the Inaugural Presidential Address to the Mathematical and Physical Section of the British Association at Exeter. Londres: Longmans, Green and Co. ISBN 978-1-177-91141-2
- Sylvester, James Joseph (1973) [1904].  Baker, Henry Frederick, ed. The Collected Mathematical Papers of James Joseph Sylvester. I. Nova York: AMS Chelsea Publishing. ISBN 978-0-8218-3654-5[1]
- Sylvester, James Joseph (1973) [1908].  Baker, Henry Frederick, ed. The Collected Mathematical Papers of James Joseph Sylvester. II. Nova York: AMS Chelsea Publishing. ISBN 978-0-8218-4719-0[1]
- Sylvester, James Joseph (1973) [1904].  Baker, Henry Frederick, ed. The Collected Mathematical Papers of James Joseph Sylvester. III. Nova York: AMS Chelsea Publishing. ISBN 978-0-8218-4720-6[2]
- Sylvester, James Joseph (1973) [1904].  Baker, Henry Frederick, ed. The Collected Mathematical Papers of James Joseph Sylvester. IV. Nova York: AMS Chelsea Publishing. ISBN 978-0-8218-4238-6